# Fredrik Adolf Fredsberg
Fredrik Adolf Fredsberg, född 11 december 1823 i Stockholm, död 14 juli 1893 i Stockholm, var en svensk porslinsmålare, tecknare och grafiker.
Han var son till kryddkramhandlaren Gustaf Adolf Fredsberg och Eva Fredrika Ekenberg. Fredsberg var verksam som tecknare och gravör vid Gustavsbergs porslinsfabrik och som kopparstickare vid Rörstrands porslinsfabrik. Fredsberg är representerad vid Nationalmuseum med ett 20-tal gravyrer.  

### Fotnoter
1. ↑  ”Nationalmuseum”. Arkiverad från originalet den 22 december 2017. https://web.archive.org/web/20171222051430/http://emp-web-84.zetcom.ch/eMP/eMuseumPlus?service=ExternalInterface&module=collection&objectId=101264&viewType=detailView. Läst 18 december 2017.